# Horní Poříčí (kraj południowoczeski)
Horní Poříčí – miejscowość i gmina (obec) w Czechach, w kraju południowoczeskim, w powiecie Strakonice. W 2022 roku liczyła 302 mieszkańców.